# Lawahing
Lawahing is een bestuurslaag in het regentschap Alor van de provincie Oost-Nusa Tenggara, Indonesië. Lawahing telt 1432 inwoners (volkstelling 2010).